# Flore françoise
Flore françoise (w publikacjach cytowane także w skrócie jako Fl. Franç.) – trzytomowe dzieło Jeana-Baptiste de Lamarcka zawierające krótki opis wszystkich roślin naturalnie rosnących we Francji. Oprócz opisu ich morfologii dzieło to zawiera także informacje o ich wykorzystaniu w medycynie i innych dziedzinach. Pełny tytuł: Flore françoise, ou, Description succincte de toutes les plantes qui croissent naturellement en France. Wydane zostało w Paryżu w 1778 roku w języku francuskim.
Książka została zdigitalizowana i jest dostępna w internecie w postaci skanów.